# William DeHart Hubbard
William DeHart Hubbard (Estados Unidos, 25 de noviembre de 1903-25 de junio de 1976) fue un atleta estadounidense, especialista en la prueba de salto de longitud en la que llegó a ser campeón olímpico en 1924 y plusmarquista mundial desde el 13 de enero de 1925 al 7 de julio de 1928 con un salto de 7.89 metros.

## Carrera deportiva
En los JJ. OO. de París 1924 ganó la medalla de oro en el salto de longitud, llegando hasta los 7.445 metros, superando a su compatriota Edward Gourdin (plata con 7.275 metros) y al noruego Sverre Hansen (bronce con 7.26 metros).